# Svaneke
Svaneke es una localidad situada en el municipio de Bornholm, en la región Capital (Dinamarca). Tiene una población estimada, a inicios de 2022, de 1079 habitantes.
Está ubicada en la isla de Bornholm (mar Báltico), entre la costa sur de Suecia y la norte de Polonia.